# Skorec
Skorec (Cinclus) je jediný rod pěvců z čeledi skorcovití. V rámci pěvců se jedná o unikátní skupinu ptáků, jejíž zástupci vynikají svými potápěcími a plavajícími schopnostmi.

## Charakteristika
Žijí v Severní a Jižní Americe, severozápadní Africe, Evropě a Asii. Délka těla je 14–19 cm. Obývají horské bystřiny, ve kterých loví různé drobné živočichy. Lov probíhá zvláštním způsobem, skorci totiž běhají pod vodou; vrhají se do proudu a tlakem vody jsou přitlačeni ke dnu, kde sbírají potravu. Jsou na to adaptováni méně pneumatizovanou kostrou, hustým opeřením a zakrytými ušními otvory. Peří v sobě udržuje dostatek vzduchu pro vztlak a vyplutí k hladině. Krátkými křídly mohou pod vodou kormidlovat. Žijí osaměle ve vymezených revírech podél vodních toků, jsou teritoriální během celého roku. V Evropě včetně Česka žije jediný druh, skorec vodní (Cinclus cinclus). V minulosti byli skorci mylně pokládáni za škůdce pstružího plůdku a pronásledováni. Ainuové, původní obyvatelé severu Japonska, pokládají skorce asijského (Cinclus pallasii) za posvátného.

## Systematika
Příbuzenské vztahy skorců

|  | skorec vodní (C. cinclus)    |
|  |                              |
|  | skorec asijský (C. pallasii) |
|  |                              |

|  | skorec šedý (C. mexicanus)                                                                              |
|  | |
|  | \| \| skorec bělohlavý (C. leucocephalus) \| \| \| \| \| \| skorec rezavohrdlý (C. schulzi) \| \| \| \| |
|  | |
|  | skorec bělohlavý (C. leucocephalus)                                                                     |
|  | |
|  | skorec rezavohrdlý (C. schulzi)                                                                         |
|  | |

|  | skorec bělohlavý (C. leucocephalus) |
|  |                                     |
|  | skorec rezavohrdlý (C. schulzi)     |
|  |                                     |

|  | skorec vodní (C. cinclus)    |
|  |                              |
|  | skorec asijský (C. pallasii) |
|  |                              |

|  | skorec šedý (C. mexicanus)                                                                              |
|  | |
|  | \| \| skorec bělohlavý (C. leucocephalus) \| \| \| \| \| \| skorec rezavohrdlý (C. schulzi) \| \| \| \| |
|  | |
|  | skorec bělohlavý (C. leucocephalus)                                                                     |
|  | |
|  | skorec rezavohrdlý (C. schulzi)                                                                         |
|  | |

|  | skorec bělohlavý (C. leucocephalus) |
|  |                                     |
|  | skorec rezavohrdlý (C. schulzi)     |
|  |                                     |

|  | skorec vodní (C. cinclus)    |
|  |                              |
|  | skorec asijský (C. pallasii) |
|  |                              |

|  | skorec šedý (C. mexicanus)                                                                              |
|  | |
|  | \| \| skorec bělohlavý (C. leucocephalus) \| \| \| \| \| \| skorec rezavohrdlý (C. schulzi) \| \| \| \| |
|  | |
|  | skorec bělohlavý (C. leucocephalus)                                                                     |
|  | |
|  | skorec rezavohrdlý (C. schulzi)                                                                         |
|  | |

|  | skorec bělohlavý (C. leucocephalus) |
|  |                                     |
|  | skorec rezavohrdlý (C. schulzi)     |
|  |                                     |

|  | skorec vodní (C. cinclus)    |
|  |                              |
|  | skorec asijský (C. pallasii) |
|  |                              |

|  | skorec šedý (C. mexicanus)                                                                              |
|  | |
|  | \| \| skorec bělohlavý (C. leucocephalus) \| \| \| \| \| \| skorec rezavohrdlý (C. schulzi) \| \| \| \| |
|  | |
|  | skorec bělohlavý (C. leucocephalus)                                                                     |
|  | |
|  | skorec rezavohrdlý (C. schulzi)                                                                         |
|  | |

|  | skorec bělohlavý (C. leucocephalus) |
|  |                                     |
|  | skorec rezavohrdlý (C. schulzi)     |
|  |                                     |

Rod Cinclus vytyčil německý přírodovědec Moritz Balthasar Borkhausen v roce 1797, za typový druh byl určen skorec vodní (C. cinclus). Jméno cinclus pochází ze starořeckého kinklos; tímto pojmem byly pojmenováváni ptáci vyskytující se v blízkosti vodních ploch. Rod skorec je jediným rodem čeledi skorcovití (Cinclidae).
Podle analýz DNA spadají skorci do kladu Muscicapoidea společně se špačky (Sturnidae), drozdci (Mimidae), drozdy (Turdidae) a lejsky (Muscicapidae). Nejblíže příbuznou skupinou jsou přitom drozdi.
Jak ukázaly studie mitochondriální DNA, skorci se vyvinuli v eurasijské oblasti před asi 4 milióny let (dnes zde žije skorec vodní a skorec asijský). Poté odtud kolonizovali nejprve Severní Ameriku (skorec šedý) a nakonec Jižní Ameriku (skorec bělohlavý a skorec rezavohrdlý). Oba jihoamerické druhy jsou si blízce příbuzné a tvoří spolu se severoamerickým skorcem šedým sesterskou skupinu eurasijských skorců.

### Seznam druhů
Rozlišuje se 5 druhů skorců s následujícím rozšířením:
- skorec vodní (Cinclus cinclus) – Evropa, Blízký Východ, střední Asie a Indický poloostrov;
- skorec asijský = Pallasův (Cinclus pallasii) – horské oblasti Asie od Indie a Vietnamu po Kamčatku, Japonsko;
- skorec šedý (Cinclus mexicanus) – horské oblasti střední Ameriky a západní Severní Ameriky od Panamy po Aljašku;
- skorec bělohlavý (Cinclus leucocephalus) – Jižní Amerika (Bolívie, Kolumbie, Ekvádor, Peru a Venezuela);
- skorec rezavohrdlý (Cinclus schulzi) – horní toky v argentinských a bolivijských Andách mezi 800 a 2500 m n. m.